# Casa Bonet
Casa Bonet è una casa che si trova nel Passeig de Gràcia, nel quartiere Eixample di Barcellona.
Originariamente costruita nel 1887 da Jaume Brossa, era conosciuta come Casa Torruell. Nel 1915, Delfina Bonet incaricò l'architetto Marceliano Coquillat di ridisegnare la facciata, rimodellandola in uno stile neo-barocco all'italiana con una loggia su due piani e dei dettagli ornamentali neo-barocco che decorano gli architravi al piano superiore.
La casa confina con Casa Amatller e con Casa Mulleras e fa parte di una fila di edifici nota come Illa de la Discòrdia per il fatto che vi si trovano alcuni dei più mirabili esempi degli stili dei principali architetti catalani del tempo.
Oggi l'edificio è occupato dal Museu del Perfum.